# Arnoldiola castaneae
Arnoldiola castaneae är en tvåvingeart som beskrevs av Ephraim Porter Felt 1909. Arnoldiola castaneae ingår i släktet Arnoldiola och familjen gallmyggor. Inga underarter finns listade i Catalogue of Life.